# Helena Mutanen
Helena Mutanen, född 26 februari 1965 i Stockholm, är en svensk konstnär.
Helena Mutanen utbildade sig vid Kungliga Konsthögskolan i Stockholm 1993–1998. Hon arbetar främst med skulpturer och installationer. Helena Mutanen blev uppmärksammad i samband med sin debut 1999 på Galleri Engström i Stockholm och då hon mottog Maria Bonnier Dahlins stipendium 1998. Skulpturen "Spiraltrappa" finns på Bonnierhuset i Stockholm.
Helena Mutanen har producerat ett flertal utställningar i Sverige men också utanför landet, exempelvis på Centrum för nutida konst i Warszawa, på Gallery F 15 i Moss i Norge och på Charlottenborg i Köpenhamn i Danmark. Hon har bland annat undervisat på konsthögskolan i Bergen. Helena Mutanen är bosatt på Södermalm i Stockholm och gift med konstnären Peter Svedberg.